# Sylte, Trollhättan
För andra betydelser, se Sylte.
Sylte är en stadsdel med 3 000 invånare i Trollhättans södra utkant, fyra kilometer från centrala staden.
Sylte bebyggdes under tidigt 1970-tal ("miljonprogrammet"), huvudsakligen med flerfamiljshus, men även en del radhuskvarter finns, samt en centrumanläggning med offentlig och kommersiell service.
Det mest kända landmärket var en gångbro där Lukas Moodyson spelade in scener till filmen Fucking Åmål. Även stadsdelens högstadieskola figurerar i samma film. Kända Syltebor är få men den finske landslagsskidåkaren Mika Myllylä har bott här samt musikerna Pär Mauritzson från Cirkus Miramar och Leif Jordansson som bland annat spelat med Lars Demian. 
Humlan är ett bostadsområde på Sylte i södra Trollhättan. Husen är i huvudsak trevånings flerfamiljshus byggda i slutet av 1960-talet av det kommunala bostadsbolaget Eidar.
Den 14 oktober 2021 meddelade Sveriges polismyndighets nationella operativa enhet (NOA) att de har uppgraderat Trollhättans stadsdelar Sylte, Kronogården och Lextorp från utsatta stadsdelar till riskområden. Det är den mittersta av tre nivåer.